# Габиди, Билалетдин
Билалетдин Габиди (20 мая 1841, РИ, Казанская губерния, Тетюшский уезд, Больше-Янасальская волость, село Старое Казеево — 14 октября 1918, РСФСР, Казань) — религиозный деятель, джадид, имам-хатыб и педагог мечети в Адмиралтейской слободе (до 1918 г.).

## Биография
Билалетдин Габиди родился 20 мая 1841 года в селе Старое Казиле Больше-Янальской волости Тетюшского уезда (ныне Камско-Устьинский район республики Татарстан). Он учился в медресе Халидия, в Казани, а после получения указа (№ 3143) от 3 мая 1874 года почти полвека, то есть до 1918 года, служил имам-хатыбом и педагогом в мечети на Адмиралтейской слободе. По национальности татарин. Отец Билалетдина, Габид хазрат, служил судьей и муллой в том же селе.

## Родословная
По ревизиям 1762 и 1834 годов историк А. М. Гайнутдинов определил родословную Габиди:
Билаледдин Габидович сын Габида Минковича (род. 1785 г.)
Габид, сын Минка Якубовича (род. 1768 г.)
Якуб, сын Малидара Наказинович(род. 1724 г.)
Малидар, сын Наказина (род. 1703 г.)
Наказин (род. 1672 г.).

## Медресе в мечети Адмиралтейской слободы
Сын хазрата Исмаил также учился в медресе Хаммад хазрата Халиди в Казани и после получения указа (№ 428) от 20 января 1914 года был назначен муллой мечети, где служил его отец. Противодействий со стороны Исмагила в активном участии отца Билалетдина в движении джадидизма не было, наоборот, он его всегда поддерживал. В официальных документах, хотя медресе этого муллы представлено как кадимистское, на самом деле там преподавали в духе джадидизма и религиозной реформации. На надгробии Б. Габиди его именуют «шейхом», однако он не имеет никакого отношения к суфийской секте, это является лишь почетным термином.
Б. Габиди умер 14 октября 1918 года и был похоронен на кладбище «Бишбалта» в Адмиралтейской слободе в Казани.